# Fundació Dr. Antoni Esteve
La Fundació Dr. Antoni Esteve és una institució científica sense ànim de lucre i amb projecció a nivell internacional que té com a objectiu prioritari l'estímul del progrés de la farmacoterapèutica mitjançant la comunicació i la discussió científica. Amb aquest objectiu, organitza diverses activitats presencials i edita publicacions científiques de caràcter multidisciplinari.

## Història
La Fundació es creà l'any 1983 per iniciativa dels fills del Dr. Antoni Esteve i Subirana, per tal d'honorar la figura d'aquest farmacèutic, investigador i empresari, centrant-se específicament en un element cabdal de la seva personalitat: l'amor i el respecte per la ciència. Des dels seus inicis, la fundació ha aconseguit mantenir un nombre creixent d'activitats, que l'any 2016 van arribar a 121 entre publicacions i activitats presencials.

## Objectius
En línia amb els principis que regeixen la seva creació, la Fundació Dr. Antoni Esteve centra la seva activitat en la ciència en general i, amb especial èmfasi, en el camp de la farmacologia. La Fundació promou la comunicació entre els professionals mitjançant l'organització de simposis internacionals, taules rodones i grups de discussió. Així mateix, promou la comunicació científica en un sentit més ampli mitjançant la publicació de monografies que resumeixen els continguts de les taules rodones, llibres que cobreixen les contribucions als simposis, quaderns centrats en el món de la ciència i publica articles sobre les seves activitats en diverses revistes científiques. Una forma particular de compartir la ciència la proporciona una col·lecció titulada “Pharmacotherapy Revisited”. Aquests llibres inclouen al voltant d'una trentena d'articles seleccionats per científics de prestigi, com a documents clau pel desenvolupament d'alguna branca de la farmacoteràpia. Alhora contribueix a difondre el treball científic de qualitat atorgant un premi, cada dos anys, al millor article sobre farmacologia publicat per autors espanyols.
Una altra activitat de caràcter més docent és l'organització de seminaris de formació adreçats a potenciar competències que no estan suficientment cobertes pels programes de grau universitari. Aquests seminaris es fan majoritàriament a Espanya, però també a països estrangers, europeus o americans. Una activitat a mig camí entre la docència i la comunicació científica són les trobades amb experts en les quals un grup restringit d'investigadors espanyols són invitats a una reunió amb un científic estranger de particular renom en el seu camp de treball.
Finalment, cal esmentar les múltiples col·laboracions de la Fundació amb universitats, societats científiques i institucions de recerca o de suport a la ciència que donen suport a la investigació. Aquestes col·laboracions sovint donen lloc a publicacions científiques.